# Borussia Mönchengladbach 12 - 0 Borussia Dortmund
El 29 de abril de 1978, por la última jornada de la temporada 1977-78 de la Bundesliga, el Borussia Mönchengladbach se enfrentaba al Borussia Dortmund con la posibilidad de ganar el campeonato de la Bundesliga. Sabiendo que si el F. C. Colonia ganaba su partido a domicilio contra el F. C. San Pauli, el Borussia Mönchengladbach tendría que ganar por un margen muy superior a los diez goles. El partido terminó 12-0, que sigue siendo el mayor margen de victoria y empatado con otros cuatro partidos en la mayor goleada de la historia de la Bundesliga. Sin embargo, el Colonia venció al St. Pauli por 5-0 y se proclamó campeón.

## Antecedentes
El Borussia Mönchengladbach llegó al partido contra el Borussia Dortmund como vigente campeón de la Bundesliga de la temporada anterior. Tras haber ganado sólo dos de sus siete primeros partidos de liga en otoño de 1977, había logrado alcanzar el segundo puesto de la tabla después de 22 jornadas. En la última jornada, el campeonato de liga estaba en el alambre, con el Mönchengladbach y su rival regional, el F. C. Colonia, empatados a puntos, pero con una diferencia de goles muy superior (+10).
El Borussia Dortmund, por su parte, luchaba por ganar terreno en su segunda temporada consecutiva en la Bundesliga tras ascender en 1976. Tres partidos antes, el club se había asegurado la permanencia en la Bundesliga para el año siguiente con una victoria a domicilio por 2-0 sobre el Schalke 04. Horst Bertram, el portero número uno del Dortmund, acababa de recuperarse de una lesión, pero el entrenador del Dortmund, Otto Rehhagel, decidió empezar con el segundo portero, Peter Endrulat, para darle la oportunidad de presentarse. A Endrulat, sin embargo, se le comunicó la mañana antes del partido que no se le prorrogaría el contrato en la pretemporada.
Los dos equipos habían empatado 3-3 en el Westfalenstadion de Dortmund en diciembre de 1977, y el Gladbach sólo logró un punto gracias a un gol del empate en el minuto 89.

## Ficha del partido
| 29 de abril de 1978 | Borussia Mönchengladbach                                                                                       | 12 - 0 | Borussia Dortmund |                                                                               |                                                                               |
| 15:30 CET           | - Heynckes 1', 12', 32', 59', 77' - Nielsen 13', 61' - Del'Haye 22', 66' - Wimmer 38' - Lienen 87' - Kulik 90' |        |                   | Asistencia: 38 000 espectadores Árbitro(s): Ferdinand Biwersi (Bliesransbach) | Asistencia: 38 000 espectadores Árbitro(s): Ferdinand Biwersi (Bliesransbach) |

| 1          | Guardameta     | Wolfgang Kleff       |     |
| 2          | Defensa        | Berti Vogts          |     |
| 4          | Defensa        | Hans-Jürgen Wittkamp |     |
| 3          | Defensa        | Wilfried Hannes      |     |
| 6          | Centrocampista | Horst Wohlers        |     |
| 10         | Centrocampista | Christian Kulik      |     |
| 8          | Centrocampista | Herbert Wimmer       |     |
| 5          | Centrocampista | Carsten Nielsen      |     |
| 9          | Delantero      | Karl Del'Haye        |     |
| 11         | Delantero      | Jupp Heynckes        |     |
| 7          | Delantero      | Allan Simonsen       | 77' |
| Entrenador | Entrenador     | Udo Lattek           |     |

| 1          | Guardameta     | Peter Endrulat      |  |
| 3          | Defensa        | Amand Theis         |  |
| 2          | Defensa        | Werner Schneider    |  |
| 4          | Defensa        | Lothar Huber        |  |
| 5          | Defensa        | Herbert Meyer       |  |
| 7          | Centrocampista | Burkhard Segler     |  |
| 6          | Centrocampista | Miroslav Votava     |  |
| 11         | Centrocampista | Hans-Joachim Wagner |  |
| 8          | Centrocampista | Manfred Burgsmüller |  |
| 9          | Delantero      | Wolfgang Frank      |  |
| 10         | Delantero      | Peter Geyer         |  |
| Entrenador | Entrenador     | Otto Rehhagel       |  |

| 13 | Centrocampista | Ewald Lienen | 77' |

| Anotado | 1'  | Jupp Heynckes   | 1–0  |
| Anotado | 12' | Jupp Heynckes   | 2–0  |
| Anotado | 13' | Carsten Nielsen | 3–0  |
| Anotado | 22' | Karl Del'Haye   | 4–0  |
| Anotado | 32' | Jupp Heynckes   | 5–0  |
| Anotado | 38' | Herbert Wimmer  | 6–0  |
| Anotado | 59' | Jupp Heynckes   | 7–0  |
| Anotado | 61' | Carsten Nielsen | 8–0  |
| Anotado | 66' | Karl Del'Haye   | 9–0  |
| Anotado | 77' | Jupp Heynckes   | 10–0 |
| Anotado | 87' | Ewald Lienen    | 11–0 |
| Anotado | 90' | Christian Kulik | 12–0 |

| Árbitro | Ferdinand Biwersi |

| 1          | Guardameta     | Wolfgang Kleff       |     |
| 2          | Defensa        | Berti Vogts          |     |
| 4          | Defensa        | Hans-Jürgen Wittkamp |     |
| 3          | Defensa        | Wilfried Hannes      |     |
| 6          | Centrocampista | Horst Wohlers        |     |
| 10         | Centrocampista | Christian Kulik      |     |
| 8          | Centrocampista | Herbert Wimmer       |     |
| 5          | Centrocampista | Carsten Nielsen      |     |
| 9          | Delantero      | Karl Del'Haye        |     |
| 11         | Delantero      | Jupp Heynckes        |     |
| 7          | Delantero      | Allan Simonsen       | 77' |
| Entrenador | Entrenador     | Udo Lattek           |     |

| 1          | Guardameta     | Peter Endrulat      |  |
| 3          | Defensa        | Amand Theis         |  |
| 2          | Defensa        | Werner Schneider    |  |
| 4          | Defensa        | Lothar Huber        |  |
| 5          | Defensa        | Herbert Meyer       |  |
| 7          | Centrocampista | Burkhard Segler     |  |
| 6          | Centrocampista | Miroslav Votava     |  |
| 11         | Centrocampista | Hans-Joachim Wagner |  |
| 8          | Centrocampista | Manfred Burgsmüller |  |
| 9          | Delantero      | Wolfgang Frank      |  |
| 10         | Delantero      | Peter Geyer         |  |
| Entrenador | Entrenador     | Otto Rehhagel       |  |

| 13 | Centrocampista | Ewald Lienen | 77' |

| Anotado | 1'  | Jupp Heynckes   | 1–0  |
| Anotado | 12' | Jupp Heynckes   | 2–0  |
| Anotado | 13' | Carsten Nielsen | 3–0  |
| Anotado | 22' | Karl Del'Haye   | 4–0  |
| Anotado | 32' | Jupp Heynckes   | 5–0  |
| Anotado | 38' | Herbert Wimmer  | 6–0  |
| Anotado | 59' | Jupp Heynckes   | 7–0  |
| Anotado | 61' | Carsten Nielsen | 8–0  |
| Anotado | 66' | Karl Del'Haye   | 9–0  |
| Anotado | 77' | Jupp Heynckes   | 10–0 |
| Anotado | 87' | Ewald Lienen    | 11–0 |
| Anotado | 90' | Christian Kulik | 12–0 |

| Árbitro | Ferdinand Biwersi |

## Consecuencias
A pesar de su victoria por 12-0, el Mönchengladbach perdió el título de liga, ya que el F. C. Colonia derrotó al San Pauli por 5-0 en Hamburgo y se proclamó campeón gracias a su diferencia de goles ligeramente superior. Los seguidores del St. Pauli se habían vuelto escépticos cuando se anunciaron los resultados intermedios del Mönchengladbach y empezaron a animar al equipo de Colonia. Después del partido celebraron el campeonato con los invitados, y comenzó una larga amistad entre los seguidores de ambos equipos. Este fue el tercer y, a partir de 2023, último título de Bundesliga del Colonia. A continuación, un extracto de la tabla final de la liga al cierre de la temporada 1977-78:
| Pos | Equipo                   | Pld | G  | D | L  | GF | GA | GD  | Puntos |
| --- | ------------------------ | --- | -- | - | -- | -- | -- | --- | ------ |
| 1   | F. C. Colonia (C)        | 34  | 22 | 4 | 8  | 86 | 41 | +45 | 48     |
| 2   | Borussia Mönchengladbach | 34  | 20 | 8 | 6  | 86 | 44 | +42 | 48     |
| 11  | Borussia Dortmund        | 34  | 14 | 5 | 15 | 57 | 71 | –14 | 33     |

Al día siguiente de la victoria récord del Mönchengladbach, Rehhagel fue destituido como entrenador del Dortmund. Sigi Held fue nombrado su sustituto interino, y Carl-Heinz Rühl se convirtió en el nuevo entrenador de forma permanente. El capitán del Dortmund, Manfred Burgsmüller, pronunció al respecto lo siguiente:

Imagínense lo contentos que nos pusimos cuando el árbitro pitó el final. Después de la catástrofe, volví a casa en coche con Otto Rehhagel, que también vivía entonces en Essen. En el camino de vuelta me dijo que al día siguiente habría un nuevo entrenador. Sabía lo que iba a pasar, y ni siquiera era culpa suya, sino que Rehhagel se convertiría en el chivo expiatorio para salvar la cara del club.

El Borussia Dortmund multó a todos sus jugadores con 2000-2500 marcos alemanes por su mala actuación. El portero, Peter Endrulat, fue enviado al Tennis Borussia Berlin, de la 2. Bundesliga, y el equipo fue ridiculizado durante los partidos amistosos durante semanas. El portero del Colonia, Toni Schumacher, dijo que estaba «disgustado» por la mala actuación del Dortmund, pero que al final estaba «contento de que [el Colonia] hubiera ganado el título».

## Sospecha de amaño de partido
El Borussia Dortmund rebatió las insinuaciones del Comité de Control de la Federación Alemana de Fútbol (Kontrollausschuss des Deutschen Fußball-Bundes) de que el partido había sido amañado. El defensa Amand Theis explicó que «al final, cada disparo era gol y nos rendimos». Herbert Wimmer, del Borussia Mönchengladbach, para quien la victoria por 12-0 fue su último partido en la Bundesliga, declaró en una entrevista que se alegraba de que el club no hubiera ganado la liga esa temporada, porque podría haber dado más pábulo a las especulaciones de amaño de partidos. La Asociación Alemana de Fútbol (DFB) hizo sus propias averiguaciones y entrevistó a los jugadores del Dortmund, a los que reprendió por su comportamiento antideportivo, pero decidió no presentar cargos.
El partido correspondiente de la temporada siguiente, disputado cuatro meses después en el Bökelbergstadion de Mönchengladbach, terminó en empate a 2-2.